# Lycaena marcida
Lycaena marcida är en fjärilsart som beskrevs av Lederer 1871. Lycaena marcida ingår i släktet Lycaena och familjen juvelvingar. Inga underarter finns listade i Catalogue of Life.